# Asterophrys turpicola
Espèce
Synonymes
- Ceratophrys turpicola Schlegel, 1837
- Asterophrys leopoldi de Witte, 1930 "1929"
- Asterophrys steini Ahl, 1932

Statut de conservation UICN

 LC  : Préoccupation mineure
Asterophrys turpicola est une espèce d'amphibiens de la famille des Microhylidae.

## Répartition

Aire de répartition de Asterophrys turpicola.

Cette espèce est endémique de Nouvelle-Guinée. Elle se rencontre en territoire indonésien, y compris les îles Yapen, et en Papouasie-Nouvelle-Guinée mais uniquement dans la moitié Ouest de ce pays. Elle est présente jusqu'à 1 000 m d'altitude,.

## Description
Asterophrys turpicola mesure jusqu'à 65 mm. Son dos est assez terne avec quelques taches brunes et noires.

## Publications originales
- Ahl, 1932 : Eine neue Eidechse und zwei neue Frösche von der Insel Jobi. Mitteilungen aus dem Zoologischen Museum in Berlin, vol. 17, p. 892-899.
- de Witte, 1930 "1929" : Note préliminaire sur les Batraciens recueillis aux Indes Orientales Néerlandaises par S.A.R. le Prince Leopold de Belgique. Annales de la Société Royale Zoologique de Belgique, vol. 60, p. 131-135.
- Schlegel, 1837 : Abbildungen neuer oder unvollständig bekannter Amphibien : nach der Natur oder dem Leben entworfen (1837), Arnz & Comp., p. 1-141. (texte intégral).